# Anatolij Gładyszew
Anatolij Wasiljewicz Gładyszew, ros. Анатолий Васильевич Гладышев (ur. 1947 w Rubcowsku, zm. 19 lutego 1984 w Moskwie) – radziecki żużlowiec, specjalizujący się w wyścigach na lodzie. W czasie swojej kariery reprezentował Związek Socjalistycznych Republik Radzieckich.
Dwukrotny brązowy medalista indywidualnych mistrzostw świata (1978, 1981). Dwukrotny złoty medalista drużynowych mistrzostw świata (1979, 1981). 
Brązowy medalista indywidualnych mistrzostw Rosji (1978).
Zginął tragicznie w lutym 1984 w Moskwie, podczas finału indywidualnych mistrzostw świata.